# Північні Вапнякові Альпи
Північні Вапнякові Альпи, Баварські Альпи (нім. Nördliche Kalkalpen) — система гірських масивів, частина Альп на території Австрії та півдні Німеччини.
Витягнуті з заходу на схід практично на всю протяжність Австрії, від Боденського озера до Відня. З півдня межують із Центральними Східними Альпами, з півночі — з передальпійською зоною фліша.
Найвищі вершини у системі — Парсейршпітц (3036 м) та Дахштайн (2995).